# Andrea Pekárková
Andrea Pekárková je česká lékařka, důstojnice Armády spásy. Zaměřuje se na poskytování zdravotní péče sociálně znevýhodněným lidem, pracuje v Ordinaci pro chudé v Praze-Holešovicích.

## Život
Andrea Pekárková pochází z lékařské rodiny. Vystudovala 3. lékařskou fakultu v Praze. V roce 2008, ještě během studia, začala navštěvovat pražský sbor Armády spásy a poté pomáhat zdravotní sestře na ošetřovně denního centra pro bezdomovce. Pustila se i do práce v terénu a také v ordinaci pro bezdomovce, kterou provozuje organizace Naděje.
Společně s manželem vede sbor Armády spásy v Ostravě-Porubě, kde se věnuje hlavně službě dětem a ženám. 

### Ordinace pro chudé
V roce 2018 stála u zrodu Ordinace pro chudé v ostravské ulici U Nových válcoven.
V lednu 2022 začala léčit ve druhé Ordinaci pro chudé, kterou Armáda spásy otevřela v Praze-Holešovicích, v Centru sociálních služeb Bohuslava Bureše v Tusarově ulici. Tyto ordinace poskytují lékařskou pomoc např. bezdomovcům, lidem bez zdravotního pojištění nebo obyvatelům azylových domů.